# 圣文生堂 (维琴察)
圣文生堂（義大利語：Chiesa di San Vincenzo）是一座罗马天主教教堂，位于意大利维琴察领主广场，帕拉迪奧巴西利卡对面，插入公典宫中间。立面为巴洛克式，内部为哥特式。
该堂建于1385-1707年。星期天开放一次，举行拉丁文弥撒。

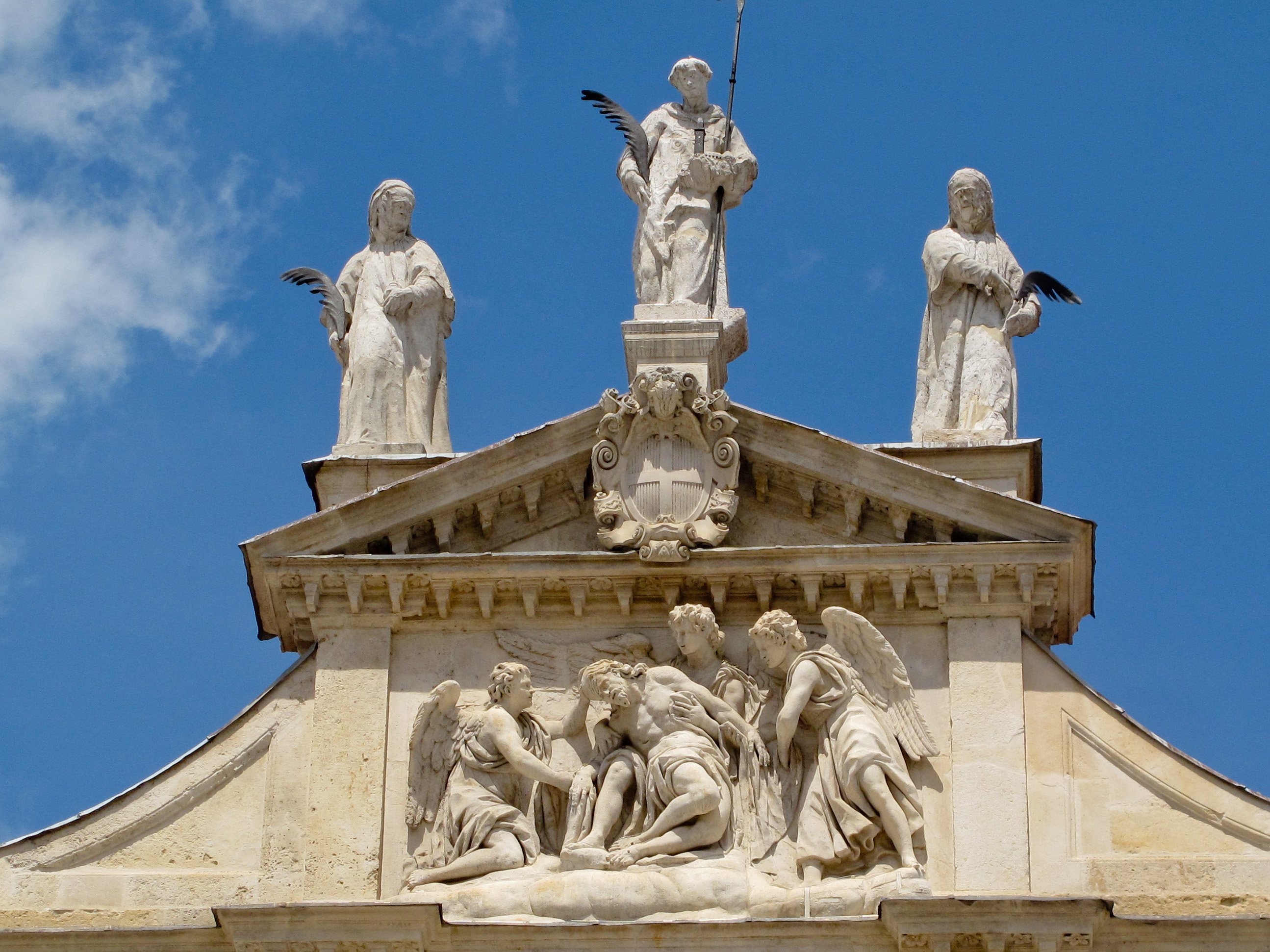
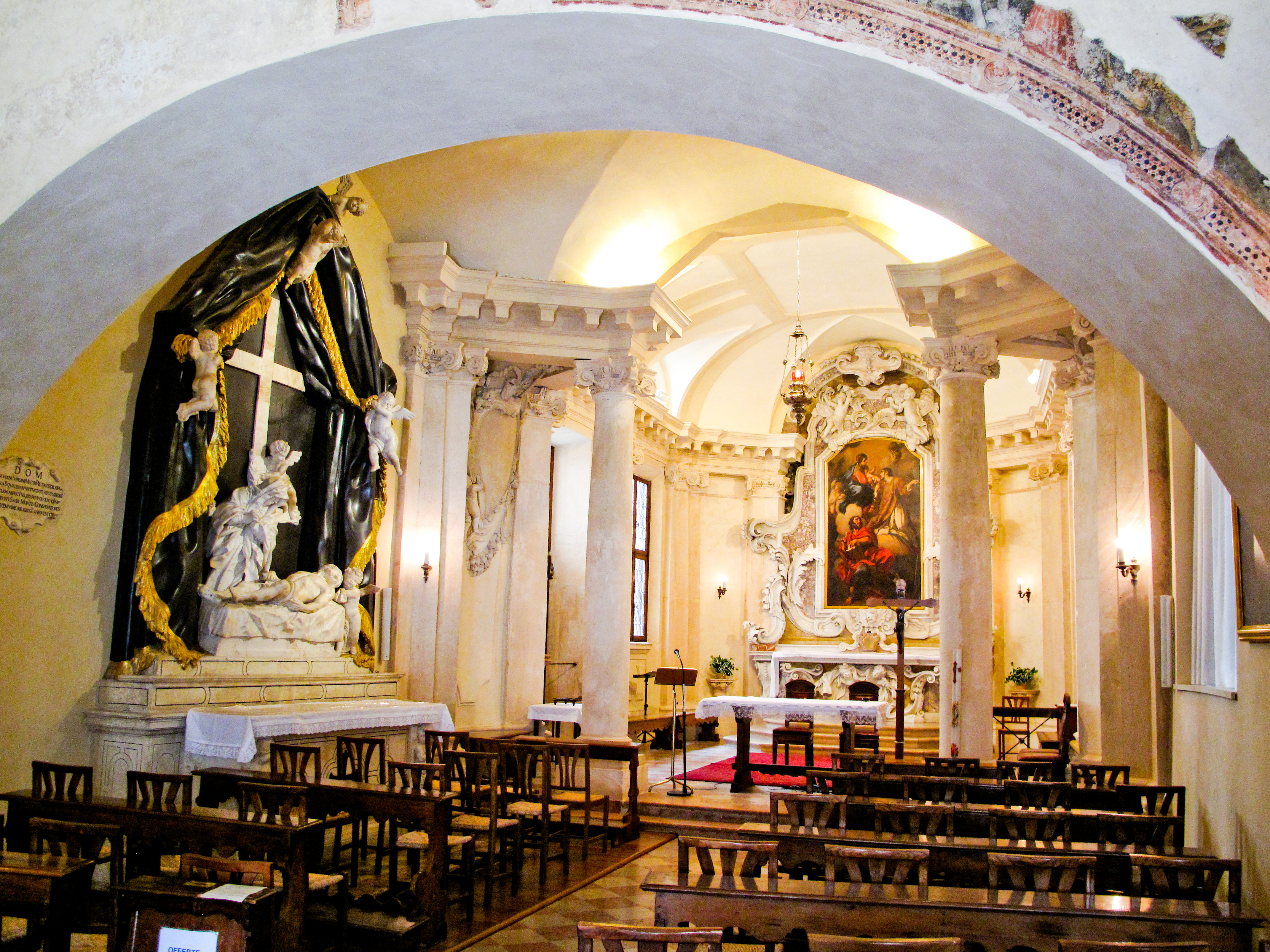
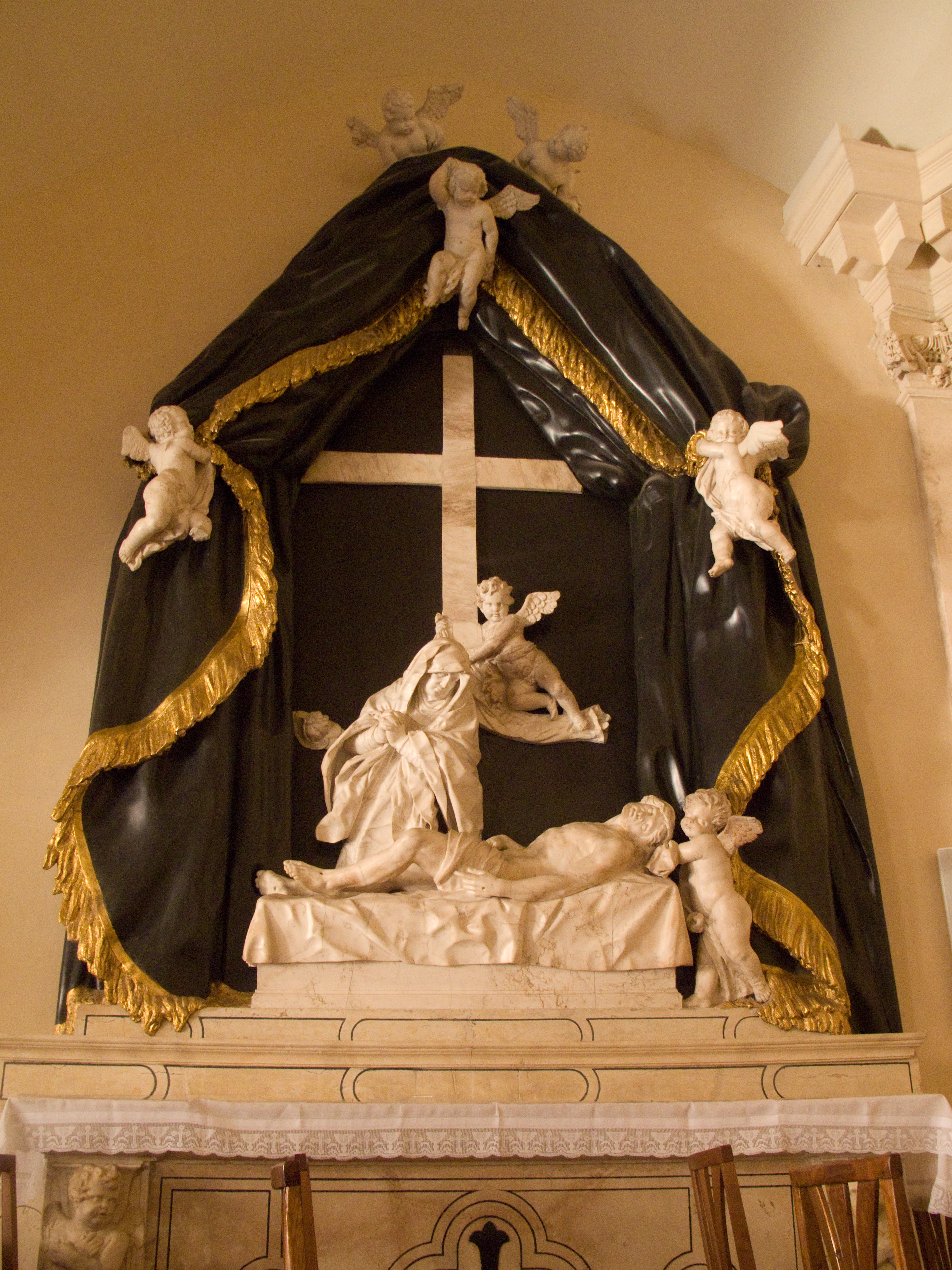
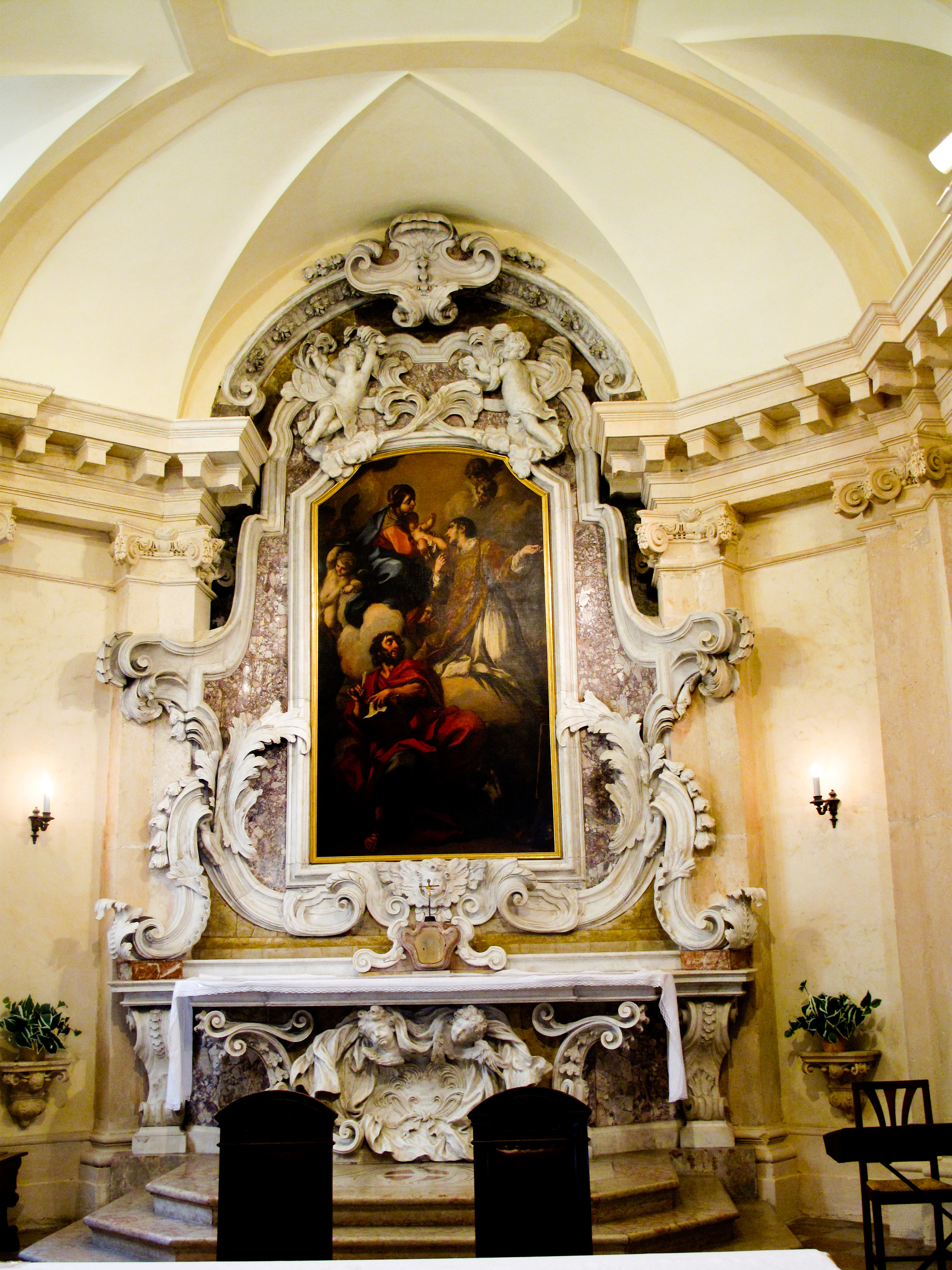